# Берег Грина
«Берег Грина» — фестиваль авторской песни и поэзии на морском пляже вблизи Находки; образован в 1995 году; проводится ежегодно в середине июня. Фестиваль собирает бардов со всего Дальнего Востока и других регионов России.
Назван по имени известного писателя-романтика Александра Грина. Идея создания ежегодного фестиваля «Берег Грина» под Находкой принадлежит местному барду и поэту Олегу Кабалику (родился в 1958 году), умершему накануне открытия фестиваля в мае 1995 года.
Организаторами фестиваля выступают творческое объединение «Берег Грина» и Администрация Находки, руководители — Дмитрий Бабченко и Ольга Прокопьева. В 2009 году фестиваль проводился с 11 июня по 13 июня на базе отдыха «Мыс Красный», и был приурочен к 65-й годовщине Победы в Великой Отечественной войне и 60-летия города Находки.
На фестивале проходят выступления участников, традиционный марафон шуточных песен «Чушь прекрасная» и другие мероприятия. В творческую программу входит также детский конкурс «Алые паруса», на котором выступают молодые исполнители. Основным местом проведения фестиваля являются пляжи вблизи Находки, организуются выездные выступления в культурных учреждениях города и близлежащих районов края.
Постоянные участники фестиваля: Дмитрий Бабченко, Иван Гаман (г. Артём), Сергей Перминов (г. Артём), Андрей Земсков (г. Владивосток), а также Ольга Плотникова, Людмила Жердзинская, Юлия Воробьёва, Елена Катревич, Анна Тарабрина и многие другие.
Добраться до места проведения фестиваля можно маршрутным автобусом № 26 «Автовокзал — Врангель».